# Comissió Econòmica de les Nacions Unides per a Àfrica
La Comissió Econòmica de les Nacions Unides per a Àfrica va ser establerta pel Consell Econòmic i Social de les Nacions Unides (ECOSOC) en 1958 com una de les cinc comissions regionals de les Nacions Unides, l'objectiu del CEP és promoure el desenvolupament econòmic i social dels seus Estats membres fomentar la integració intra-regional, i promoure la cooperació internacional per al desenvolupament d'Àfrica, seguint una recomanació de l'Assemblea General de les Nacions Unides.

## Organització
Compost per 54 Estats membres, i jugant un doble paper com a braç regional de l'ONU i com un component clau del conjunt d'institucions d'Àfrica, el CEP està en condicions de fer contribucions úniques per abordar desafiaments de desenvolupament del continent.

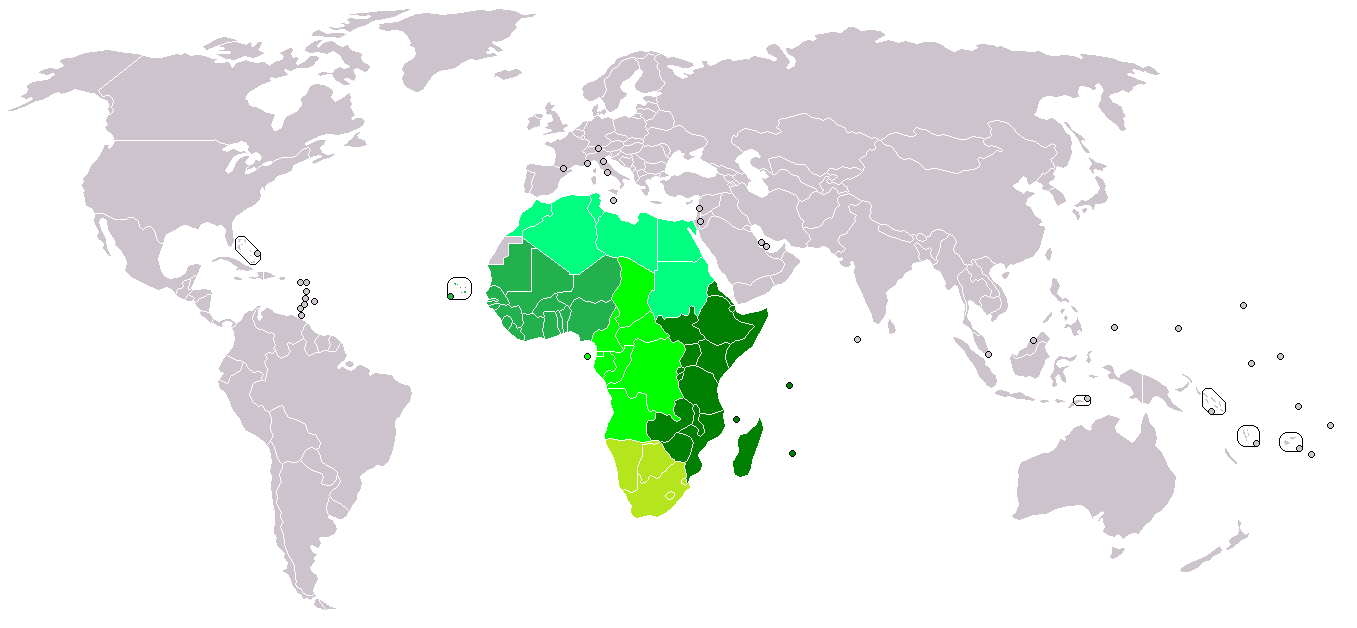
Mapa mostrant els membres de la UNECA

La força del CEP es deriva del seu paper com l'única agència de les Nacions Unides el mandat d'operar a nivell regional i subregional per aprofitar els recursos i portar-los a influir en les prioritats d'Àfrica. Per augmentar el seu impacte, el CEP posa una especial èmfasi en la recollida fins avui i les estadístiques regionals originals amb la finalitat de fonamentar la seva recerca i promoció de polítiques en proves objectives clares, la promoció d'un consens polític; proporcionant desenvolupament de capacitat significativa, i la prestació de serveis d'assessorament en àrees temàtiques clau:
- Política Macroeconòmica
- Integració Regional i Comerç
- Desenvolupament Social
- Recursos naturals
- Innovació i Tecnologia
- Gènere
- Governament

## Altres objectius
El CEP també ofereix serveis d'assessorament tècnic als governs africans, les organitzacions intergovernamentals i les institucions. A més, formula i promou programes i accions d'ajuda al desenvolupament com a organisme d'execució per a projectes operacionals pertinents.
Serveis d'assessorament regionals especialitzats i el suport al desenvolupament de la capacitat significativa per als Estats membres es presenta a les següents àrees prioritàries:
- Promoció de la industrialització
- Disseny i implementació de la política macroeconòmica
- Disseny i articulació de la planificació del desenvolupament
- Negociacions de contractes de recursos minerals de suport
- Promoció del maneig adequat dels recursos naturals per a la transformació d'Àfrica

El CEP està encapçalat per un Secretari Executiu, que és assistit per un Secretari Executiu Adjunt. El seu programa de treball es recolza en dos pilars: la recerca de polítiques i lliurament de coneixements. Hi ha cinc divisions substantives encarregades de la recerca de polítiques: la política macroeconòmica, la integració regional i comerç, desenvolupament de polítiques socials, iniciatives especials, i el Centre Africà d'Estadística. La Divisió de Desenvolupament, IDEP (òrgan de formació del CEP) de capacitat, la Divisió d'Administració i les oficines subregionals del CEP a Rabat, Niamey, Yaoundé, Kigali i Lusaka comprenen el pilar de lliurament de coneixements. La generació de coneixement i el lliurament de coneixements en el CEP es basen a la planificació estratègica i la Divisió de Qualitat de l'explotació i de la Informació Pública i la Divisió de Gestió del Coneixement.
La labor normativa del CEP, encaminat a formar la transformació d'Àfrica, recolzant un camí de creixement que corregeix les vulnerabilitats que incideixen en la vida de les persones.

## Localitzacions
- Addis Ababa, (seu Africa Hall, oberta en 1961)[3]
- Yaoundé, (seu subregional d'Àfrica central)
- Kigali, (seu subregional d'Àfrica oriental)
- Rabat (seu subregional d'Àfrica del Nord)
- Lusaka (seu subrgional d'Àfrica Austral)
- Niamey (seu subregional d'Àfrica Occidental)

## Secretaris executius
| Nom                 | Estat         | Anys           |
| ------------------- | ------------- | -------------- |
| Vera Songwe         | Camerun       | 2017 - present |
| Carlos Lopes        | Guinea-Bissau | 2012 - 2016    |
| Abdoulie Janneh     | Gambia        | 2005 - 2012    |
| K. Y. Amoako        | Ghana         | 1995 - 2005    |
| Layashi Yaker       | Algeria       | 1992 - 1995    |
| Issa Diallo         | Guinea        | 1991 - 1992    |
| Adebayo Adedeji     | Nigeria       | 1975 - 1991    |
| Robert K.A Gardiner | Ghana         | 1961 - 1975    |
| Mekki Abbas         | Sudan         | 1959 - 1961    |